# Maurice Savin
Ne doit pas être confondu avec Maurice-Marie-Léonce Savin.
Pour les articles homonymes, voir Savin (homonymie).
 (janvier 2015).
Si vous disposez d'ouvrages ou d'articles de référence ou si vous connaissez des sites web de qualité traitant du thème abordé ici, merci de compléter l'article en donnant les références utiles à sa vérifiabilité et en les liant à la section « Notes et références ».
Maurice Savin, né le 17 octobre 1894 à Moras-en-Valloire (Drôme), mort le 17 mars 1973 à Paris, est un peintre, graveur, céramiste et médailleur français. Il avait épousé Simone Jeanne Gaudioz (1903-1990).

## Biographie
Diplômé de l'École des arts décoratifs de Paris, Maurice Savin fut peintre, céramiste, graveur, sculpteur, illustrateur, lithographe, décorateur de meubles, peintre de cartons de tapisseries et de vitraux.
Savin est un artiste complet. Il exerce ses talents dans des registres multiples où formes et couleurs, lumières et mouvements s’harmonisent, se fortifient, et libèrent sa vision – réaliste mais sensible – en une poésie très personnelle.

## Collections publiques
- Décoration murale de l'escalier d'honneur de la mairie de Montélimar (Drôme)
- La spiaggia a Sestri, 1952 prix de la cité de Sestri Levante (Italy) MuSel